# Saint-Mathurin-Léobazel
Saint-Mathurin-Léobazel est une ancienne commune française située dans le département de la Corrèze en région Nouvelle-Aquitaine.

## Géographie
Ancienne commune du Massif central située dans la Xaintrie Noire.

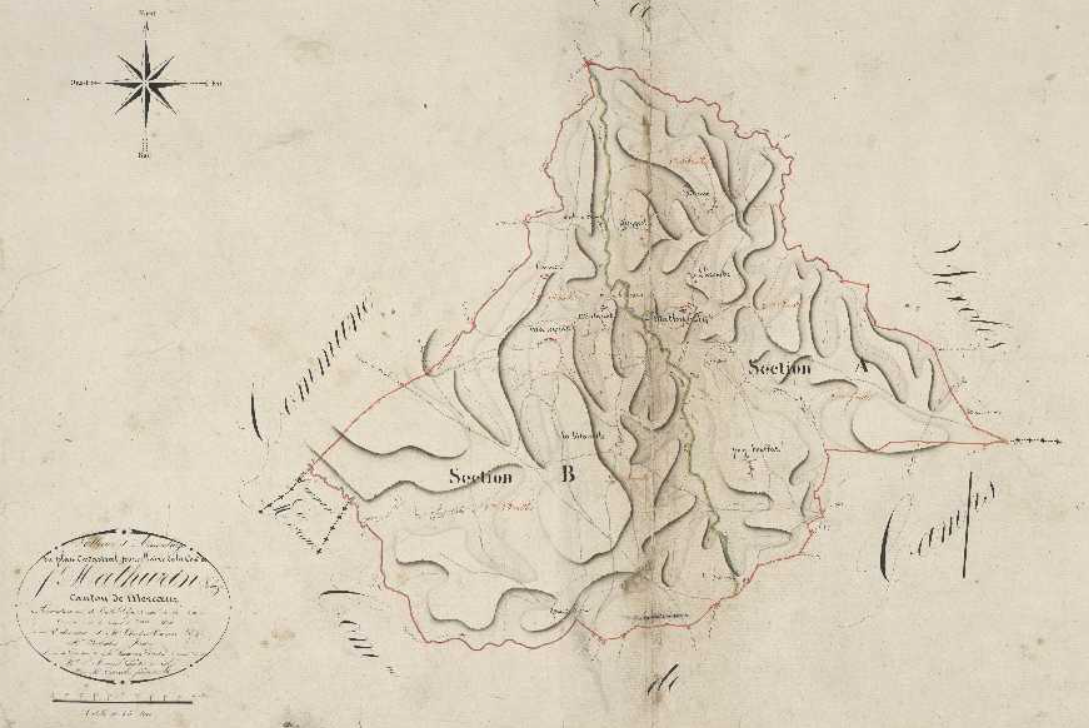
Plan cadastral de la commune de 1834

### Communes limitrophes
| La Chapelle-Saint-Géraud | Sexcles                 | Goulles                 |
| Mercœur                  | Saint-Mathurin-Léobazel | Saint-Julien-le-Pèlerin |
| Camps                    |                         |                         |

## Histoire
La dénomination Léobazel a été employée de 1793 à 1868 concurremment avec le nom traditionnel Saint-Mathurin-Léobazel repris de 1816 à 1826 et à nouveau de 1846 à 1851 dans l’état civil. Le nom Saint-Mathurin-Léobazel a cependant toujours été porté sur les tables décennales depuis l’an XI. Par arrêté préfectoral du 30 décembre 1972, réunion de la commune de Saint-Mathurin-Léobazel à celle de Camps. La nouvelle municipalité prend le nom de Camps-Saint-Mathurin-Léobazel. Elles fusionnent définitivement au 1er janvier 2006.

## Politique et administration

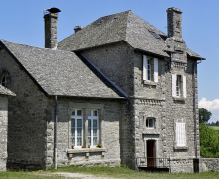
Mairie de Saint-Mathurin-Léobazel

### Liste des maires
| Période   | Période       | Identité                          | Étiquette | Qualité                                                                            |
| --------- | ------------- | --------------------------------- | --------- | ---------------------------------------------------------------------------------- |
| An VIII   | 1803          | Joseph Rouzeyrol (1772-1803)      |           | Propriétaire                                                                       |
| 1803      | 1806          | Jean Artigues (1758-1828)         |           | Propriétaire                                                                       |
| 1806      | 1816          | Jean-Baptiste Bastie (±1757-1838) |           | Juge de paix                                                                       |
| 1816      | 1826          | Jean-Baptiste Bayord (1785-1826)  |           | Médecin                                                                            |
| 1826      | 1828          | Jean Artigues (1758-1828)         |           | Propriétaire                                                                       |
| 1828      | 1834          | Pierre Chambon (1776-1847)        |           | Propriétaire                                                                       |
| 1834      | 1843          | Michel Septembre (±1786-1846)     |           | Cultivateur                                                                        |
| 1843      | mai 1884      | Eugène Bayord (1814-1884)         |           | Propriétaire Fils de Jean-Baptiste Bayord                                          |
| mai 1884  | mai 1888      | Frédéric Puybouffat               |           | Agriculteur                                                                        |
| mai 1888  | mai 1896      | Jean Marlinge                     |           |                                                                                    |
| mai 1896  | 1910          | Jules Bayord                      |           | Propriétaire - Cultivateur Petit-fils de Jean-Baptiste Bayord Fils d'Eugène Bayord |
| 1910      | 1920          | Jean-Martial Espalioux            |           | Propriétaire - Cultivateur                                                         |
| 1920      | 1928          | Antoine Bitarelle (1861-1928)     |           | Cultivateur                                                                        |
| 1928      | mars 1959     | Charles Bordes                    |           | Cultivateur                                                                        |
| mars 1959 | décembre 1972 | Firmin Coudert (1894-1977)        |           | Cultivateur Croix du Combattant (1929)                                             |

| Période      | Période   | Identité                       | Étiquette | Qualité                                |
| ------------ | --------- | ------------------------------ | --------- | -------------------------------------- |
| janvier 1973 | 1974      | Firmin Coudert (1894-1977)     |           | Cultivateur Croix du Combattant (1929) |
| 1974         | mars 1983 | François Mompéchin (1913-2011) |           | Agriculteur                            |
| mars 1983    | mars 2008 | André Mompéchin (1947-2023)    |           | Agriculteur                            |

## Culture et patrimoine

### Lieux et monuments
- Église Saint-Mathurin[5] de Saint-Mathurin-Léobazel. Petite église rurale composée d'une nef carrée couverte d'un plafond cintré, suivie d'un chœur voûté en plein cintre et d'une abside semi-circulaire voûtée en cul-de-four. Le chœur et l'abside datent du 12e siècle. La nef et la chapelle latérale sont d'époque moderne. La partie centrale de la façade occidentale serait, ou aurait été remaniée, du 14e siècle. Le portail en arc brisé est protégé par l'avancée d'une archivolte en plein cintre. L'édifice a été inscrit au titre des monuments historique en 1976.
- Statue de Saint Mathurin[6]. Saint Mathurin est représenté moustachu avec une barbe taillée en forme de bouc, il est coiffé d'un chapeau doré ; il porte une tunique dorée et un manteau de même à manches très amples ; il porte sa main gauche sur la poitrine et tenait un attribut dans l'autre.
- Statue de la Vierge à l'enfant[7]. La statue date 18e siècle. Elle est représentée debout, couronnée, la Vierge tourne la tête à gauche en direction de l'enfant Jésus. Ce dernier, assis sur le bras gauche de la Vierge, serré contre elle, laisse reposer son pied gauche sur la main droite de sa mère. Il joint les mains et tourne le visage vers les fidèles. La couronne, ainsi que le galon de broderie et les fleurs qui ornent le manteau, sont dorés.
- Maître-autel[8] de style néo-roman. Ce devant d'autel du début du 19e siècle réutilise 3 bas-reliefs du début du 18e siècle. Il a servi de modèle à celui de Rilhac-Xaintrie (à 40 km environ, dans le canton de Saint-Privat) avec lequel il présente une ressemblance frappante : bas-reliefs quasi identiques, montage en devant d'autel très proche. La Foi, les yeux levés au ciel, appuie une croix contre son épaule gauche, tout en tenant le Livre ouvert sur ses genoux. La Charité lève un cœur embrasé dans sa main droite tandis que deux enfants se serrent contre elle. L'Espérance tient un bâton. Le devant du maître-autel de Saint-Mathurin-Léobazel est formé de trois panneaux dorés, constitués chacun de 3 planche verticales, sous des arcatures, séparés par des colonnes engagées. Chaque arcature est flanquée de demi colonnettes supportant un arc en plein cintre. Les panneaux sous les arcatures sont ornés de bas-reliefs rapportés.

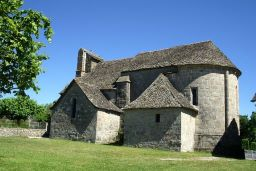
Eglise de Saint-Mathurin-Léobazel
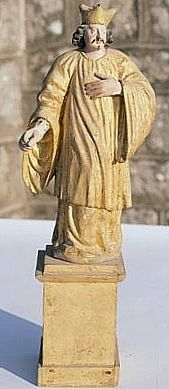
Saint-Mathurin
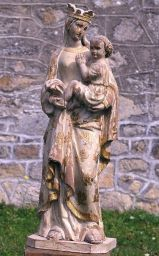
Vierge à l'enfant
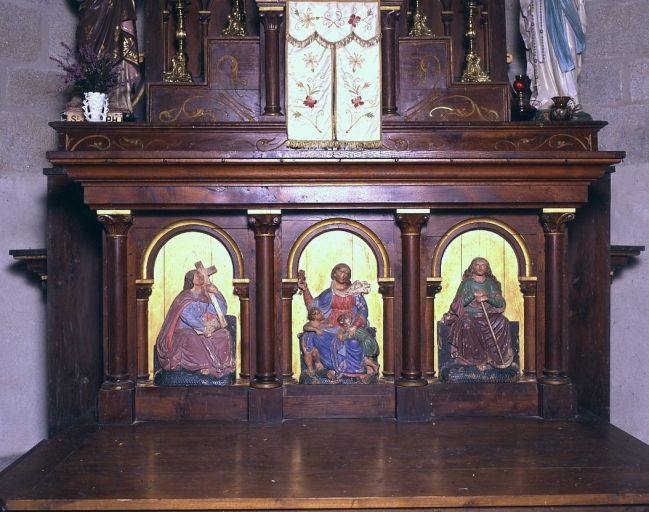
Maître-autel